# ヨハン・エルンスト・グンネルス

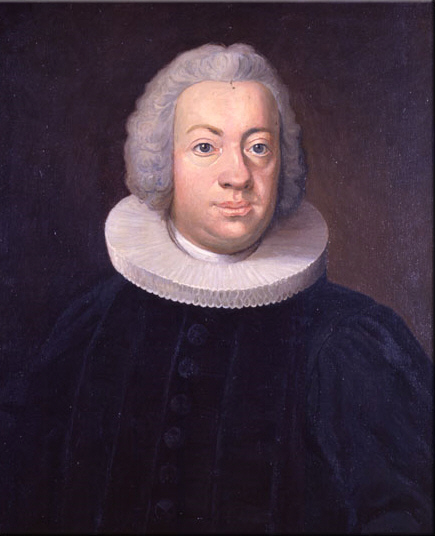
ヨハン・エルンスト・グンネルス

ヨハン・エルンスト・グンネルス（Johan Ernst Gunnerus、1718年 - 1773年9月23日）は、ノルウェーの司教、植物学者である。カール・フォン・リンネと同時代の学者で生物学を研究した。

## 生涯
クリスチャニア（現在のオスロ）に生まれた。1758年からニーダロスの教区の司教を務め、コペンハーゲン大学で神学の教授を務めた。博物学に興味を持ち、ノルウェー中部、北部を訪れて標本のコレクションを作り、知人に標本に送ることを依頼した。歴史家の Gerhard Schöning、Peter Frederik Suhmとともに1760年にトロンハイム学会を設立し、王の裁可をえて、王立ノルウェー科学文芸協会（Det Kongelige Norske Videnskabers Selskab）となった。グンネルスは1767年から1773年の間、協会の副会長、兼、終身監督（Director Perpetuus）を務めた。協会は1761年から、協会誌、"Det Trondhiemske Selskabs Skrifter"の出版を始め、グンネルスも1765年にウバザメ（Squalus maximius）の記述を行い学名を与えた。
グンネルスは『ノルウェーの植物』（"Flora Norvegica" (1766-1776)）の著者である。北ノルウェーの鳥類の研究について、クヌート（Knud Leem）の"Beskrivelse over Finmarkens Lapper" (1767)の刊行に協力し、これは『ラップランドとフィンマークの鳥類集成』（"An Account of the Laplanders of Finmark"）として英訳された。多くの生物について同時代のカール・フォン・リンネと議論を重ねた。リンネからの手紙が発見されており、王立ノルウェー科学文芸協会に保存されている。グンネルスからリンネへの手紙もロンドン・リンネ協会で発見された。オーロラの起源について論じた最初の科学者でもある。
1766年にスウェーデン王立科学アカデミーの外国人会員に選出された。被子植物のグンネラ(Gunnera)に献名されている。 